# Marco Perella
Marco Anthony Perella (* 18. Mai 1949 in Houston, Texas) ist ein US-amerikanischer Schauspieler und Musiker.

## Leben
Marco Perella begann zunächst ein Studium an der Stanford University, das er aber nach seinem ersten Jahr abbrach. Danach arbeitete er zunächst als Bauarbeiter, Feuerwehrmann und Musiker, bevor er für eine Rolle in West Side Story vorsang und fortan verstärkt am Theater auftrat. Seit Mitte der 1980er Jahre erhielt er dann auch erste Rollen in Film und Fernsehen. Sein erster Auftritt im Roadmovie Fandango wurde vor Veröffentlichung des Films wieder herausgeschnitten. Dann folgten aber Rollen in Filmen wie Knight Rider 2000, JFK – Tatort Dallas, Perfect World oder Lone Star. Mehrfach trat er in der Fernsehserie Walker, Texas Ranger auf. Perella arbeitete wiederholt mit dem texanischen Regisseur Richard Linklater zusammen und trat in dessen Filmen Fast Food Nation, A Scanner Darkly – Der dunkle Schirm und Boyhood auf.
Im Jahr 2001 veröffentlichte Perella seine Autobiographie Adventures of a No Name Actor.
Er ist auch als Musiker aktiv. Er veröffentlichte das Solo-Album Carry Me Home (2000) und tritt live mit seiner Band The Melancholy Ramblers auf.
Perella lebt in Georgetown, Texas und ist mit der Schauspielerin Diane Perella verheiratet. Aus der Ehe gingen zwei Kinder hervor.

## Filmografie (Auswahl)
- 1988: D.O.A. – Bei Ankunft Mord (D.O.A.)
- 1988: Kopflos durch die Nacht (It Takes Two)
- 1988: Hitman – In der Gewalt der Entführer (Cohen and Tate)
- 1988: Pancho Barnes (Fernsehfilm)
- 1989: Night Game
- 1990: Challenger (Fernsehfilm)
- 1990: Black Snow
- 1990: Evidence of Love (Fernsehfilm)
- 1990: Die Axtmörderin (Killing In A Small Town )
- 1991: Knight Rider 2000 (Fernsehfilm)
- 1991: A Seduction in Travis County (Fernsehfilm)
- 1991: JFK – Tatort Dallas (JFK)
- 1993–1994, 1999: Walker, Texas Ranger (Fernsehserie, fünf Episoden)
- 1993: Mein Freund, der Zombie (My Boyfriend's Back)
- 1993: Fatal Deception: Mrs. Lee Harvey Oswald (Fernsehfilm)
- 1993: Perfect World (A Perfect World)
- 1994: Shadows of Desire (Fernsehfilm)
- 1995: Tall, Dark and Deadly (Fernsehfilm)
- 1995: Die Ehre zu fliegen (The Tuskegee Airmen, Fernsehfilm)
- 1995: The Man with the Perfect Swing
- 1996: Lone Star
- 1996: Two Mothers for Zachary (Fernsehfilm)
- 1996: Escape from Harm (Fernsehfilm)
- 1996: Deep in the Heart
- 1997: Keys to Tulsa
- 1998: To Live Again (Fernsehfilm)
- 1998: Verliebt in Sally (Home Fries)
- 1999: Varsity Blues
- 2000: Brothers. Dogs. And God.
- 2000: Hell Swarm (Fernsehfilm)
- 2000: Picnic (Fernsehfilm)
- 2000: Miss Undercover (Miss Congeniality)
- 2002: Beyond the Prairie, Part 2: The True Story of Laura Ingalls Wilder (Fernsehfilm)
- 2003: Das Leben des David Gale (The Life of David Gale)
- 2003: Rose’s
- 2004: Friday Night Lights – Touchdown am Freitag (Friday Night Lights)
- 2005: The Wendell Baker Story
- 2005: Sin City
- 2005: The King oder Das 11. Gebot (The King)
- 2005: No Pain, No Gain
- 2006: Fast Food Nation
- 2006: A Scanner Darkly – Der dunkle Schirm (A Scanner Darkly)
- 2006: Kaltes Blut – Auf den Spuren von Truman Capote (Infamous)
- 2007: Elvis and Anabelle
- 2007: Love and Mary
- 2007: Broke Sky
- 2009: Spirit Camp
- 2012: Deep in the Heart
- 2014: Boyhood
- 2015: Devil’s Candy
- 2015: My All*American – Die Hoffnung stirbt nie (My All American)
- 2016: American Crime (Fernsehserie, eine Episode)
- 2016: The Golden Rut
- 2017: The Son (Fernsehserie, vier Episoden)
- 2017: Human Resources (Kurzfilm)
- 2019: A Good Son (Kurzfilm)
- 2019: A Room Full of Nothing
- 2020: Death in Texas

## Schrift
- Marco Perella: Adventures of a No Name Actor. (mit einem Vorwort von Molly Ivins) Bloomsbury Publishing PLC, 2001, ISBN 978-1-58234-155-2